# LZTFL1
 (novembre 2021).
La protéine LZTFL1, ou Leucine zipper transcription factor like 1, est une protéine exprimée dans un grand nombre de tissus et localisée chez l'homme dans le cytoplasme des cellules. Elle est codée par le gène LZTFL1, situé sur le chromosome 3. Elle intervient dans la régulation du trafic des protéines vers la membrane ciliaire en interagissant avec les protéines du syndrome de Bardet-Biedl. 
Certaines mutations du gène LZTFL1 sont associées au syndrome de Bardet-Biedl. Ce gène agit également comme suppresseur de tumeur en régulant la transition épithélio-mésenchymateuse.
Ce gène a été identifié comme responsable d'une susceptibilité accrue aux infections par le SARS-CoV-2 et aux défaillances respiratoires lors d'un COVID-19,. Le segment d'ADN qui confère ce risque serait hérité des Hommes de Néandertal.